# A nagy pénzrablás: Korea
A nagy pénzrablás: Korea  ( koreai: 종이의 집: 공동경제구역) 2022-ben bemutatott dél-koreai thriller sorozat, amelyet Seok-Woo Son és Seok-Won Han alkotott, az azonos című spanyol sorozat alapján. A főbb szerepekben Yoo Ji-tae, Park Hae-soo, Jeon Jong-seo, Lee Won-jong és Park Myung-hoon látható.
Dél-Koreában és Magyarország is 2022. június 24-én jelent meg a Netflixen.

## Szereplők

### Főszereplők
| Szereplő                 | Színész       | Magyar hang     | Leírás                                                                              |
| ------------------------ | ------------- | --------------- | ----------------------------------------------------------------------------------- |
| Park Sun-hó / Professzor | Yoo Ji-tae    | Pataki Ferenc   | A 4 milliárdos rablás kitalálója.                                                   |
| Song Jung-ho / Berlin    | Park Hae-soo  | Stohl András    | 41 éves Észak-koreai férfi, aki 25 évig a koncentrációs tábor foglya volt.          |
| Lee Hong-dan / Tokió     | Jeon Jong-seo | Zsigmond Emőke  | Észak-koreai katona, akit fegyveres rablások miatt köröznek.                        |
| Oh Man-sik / Moszkva     | Lee Won-jong  | Jakab Csaba     | Volt elítélt, aki egyedül nevelte a fiát, Denvert, miután a felesége elhagyta őket. |
| Oh Taek-su / Denver      | Kim Ji-hoon   | L. Nagy Attila  | Moszkva fia, aki beleesik a pénzverde egyik túszába.                                |
| Sim Young-mun / Nairobi  | Jang Yoon-ju  | Ágoston Katalin | Szélhámos.                                                                          |
| Han Joseph / Rió         | I Hjonu       | Kenéz Ágoston   | Hacker.                                                                             |
| Ko Myung-tae / Helsinki  | Kim Ji-hun    | Konfár Erik     | Oslo testvére.                                                                      |
| Lee Sang-yeon / Oslo     | Lee Kyu-ho    | Gémes Antos     | Helsinki testvére.                                                                  |

### Mellékszereplők
| Szereplő | Színész          | Magyar hang        | Leírás |
| -------- | ---------------- | ------------------ | --- |
| Woojin   | Yunjin Kim       | Szávai Viktória    | A dél-koreai Nemzeti Rendőrségi Ügynökséghez tartozó válságtárgyalási csoport vezetője.                                                                                      |
| Moohyuk  | Kim Sung-oh      | Miller Zoltán      | Volt észak-koreai különleges ügynök, akit a túszválság kezelésére küldtek.                                                                                                   |
| Youngmin | Park Myeong-hoon | Czvetkó Sándor     | A Pénzjegyiroda igazgatója. Csak a saját biztonságával törődik, és nem törődik a többiek jólétével. Viszonya van Mi-seonnal, annak ellenére, hogy házas és két gyermeke van. |
| Miseon   | Joo-Bin Lee      | Törőcsik Franciska | A pénzverdében a könyvelésért felelős alkalmazott. Young-min egykori szeretője, később beleszeret Denverbe.                                                                  |
| Anne Kim | Lee Si-Woo       | Ruszkai Szonja     | Középiskolás diák és az amerikai nagykövet lánya, aki az osztályával egy kirándulásra érkezett a Pénzverdébe. Ő az egyik túsz.                                               |
| Sangman  | Jang Hyun-sung   | Király Adrián      | Politikus, aki Woo-jin korábbi férje. |

### Magyar változat
- Stúdió: Mafilm Audio Kft.
- Magyar szöveg: Molnár Levente
- Hangmérnök: Schriffert László
- Gyártásvezető: Gelencsér Adrienne
- Szinkronrendező: Nikas Dániel
- Produkciós vezető: Popa Kinga

## Epizódok
| #  | Cím                   | Rendező      | Író                                        | Premier          |
| -- | --------------------- | ------------ | ------------------------------------------ | ---------------- |
| 1. | 1. epizód (Episode 1) | Kim Hong-sun | Ryu Yong-jae, Kim Hwan-chae, Choe Sung-jun | 2022. június 24. |
| 2. | 2. epizód (Episode 2) | Kim Hong-sun | Ryu Yong-jae, Kim Hwan-chae, Choe Sung-jun | 2022. június 24. |
| 3. | 3. epizód (Episode 3) | Kim Hong-sun | Ryu Yong-jae, Kim Hwan-chae, Choe Sung-jun | 2022. június 24. |
| 4. | 4. epizód (Episode 4) | Kim Hong-sun | Ryu Yong-jae, Kim Hwan-chae, Choe Sung-jun | 2022. június 24. |
| 5. | 5. epizód (Episode 5) | Kim Hong-sun | Ryu Yong-jae, Kim Hwan-chae, Choe Sung-jun | 2022. június 24. |
| 6. | 6. epizód (Episode 6) | Kim Hong-sun | Ryu Yong-jae, Kim Hwan-chae, Choe Sung-jun | 2022. június 24. |

## A sorozat készítése
2020 júniusában bejelentették, hogy a BH Entertainment A nagy pénzrablás remakejét tervezi a Zium Contenttel közösen. Tárgyalásokat folytattak a Netflix-szel. 2020. december 1-én bejelentették, hogy a sorozat koreai remakejét a Netflix berendelte. A rendező Kim Hong-sun  és forgatókönyvíró Ryu Yong-jae. A gyártásért a BH Entertainment felelt, az első évad 12 epizódos lesz.

### Forgatás
A forgatást 2021. július 7-én felfüggesztették a koronavírus-járvány terjedése miatt. 2022. január 17-én a Netflix nyilvánosságra hozta a sorozat címét.

## Fordítás
- Ez a szócikk részben vagy egészben  a   Money Heist: Korea – Joint Economic Area című angol Wikipédia-szócikk fordításán alapul.  Az eredeti cikk szerkesztőit annak laptörténete sorolja fel. Ez a jelzés csupán a megfogalmazás eredetét és a szerzői jogokat jelzi, nem szolgál a cikkben szereplő információk forrásmegjelöléseként.